# Аугстрозес-Лиелэзерс
А́угстрозес-Ли́елэзерс (латыш. Augstrozes Lielezers; Ли́елэзерс, латыш. Lielezers; устар. Лиел, Лел-Эзерс, Леель) — эвтрофное озеро в Умургской волости Лимбажского края Латвии. Относится к бассейну Салацы.
Располагается в 7 км к юго-западу от села Дикли, на севере Аугстрозского всхолмления Идумейской возвышенности. Уровень уреза воды находится на высоте 78 м над уровнем моря. Площадь водной поверхности — 4 км². Наибольшая глубина — 4,2 м, средняя — 2,3 м. Площадь водосборного бассейна — 50,01 км².